# Michele Šego
Michele Šego (Spalato, 5 agosto 2000) è un calciatore croato, attaccante dell'Hajduk Spalato.

## Caratteristiche tecniche
È un attaccante rapido e dinamico, dotato di un ottimo dribbling e di un'eccellente visione di gioco.
Considerato uno dei talenti più promettenti nel suo ruolo, nel 2017 è stato inserito nella lista dei migliori sessanta calciatori nati nel 2000 stilata dal The Guardian.

## Carriera

### Club

#### Gli inizi nell'Hajduk Spalato e i vari prestiti
Muove i primi passi nel Omladinac Vranjic, dove gioca per tre anni, prima di trasferirsi all'Adriatic Spalato, dove rimane per cinque anni. A 14 anni e mezzo entra nel settore giovanile dell'Hajduk Spalato, dopo essere stato corteggiato dalla Dinamo Zagabria.
Fa il suo debutto in prima squadra l'11 febbraio 2018, subentrando a Ohandza in occasione del match di campionato vinto contro il Cibalia (0-5).
Il 9 maggio seguente, in occasione del match in trasferta vinto contro l'Istria 1961 (1-5), mette a referto la sua prima rete con Majstori s mora, diventando uno dei più giovani marcatori della squadra spalatina in campionato.
Il 23 maggio debutta anche in Coppa di Croazia, subentrando a Mario Tičinović nella finale persa 1-0 contro la Dinamo Zagabria.
Il 2 agosto dello stesso anno fa il suo esordio europeo, subentrando ad Ádám Gyurcsó nel match in trasferta vinto contro lo Slavia Sofia (2-3), valido per il secondo turno dei preliminari di Europa League.
Il 23 gennaio 2020 viene ceduto in prestito secco allo Slaven Belupo fino al termine della stagione. Debutta con i Farmaceuti il 20 febbraio, subentrando a Mateus nella match di campionato perso 0-2 contro la Dinamo Zagabria.
L'8 giugno si trasferisce in prestito al Bravo, con il quale debutta il 22 agosto, partendo da titolare nella trasferta di campionato vinta 1-2 contro il Domžale.
Nel febbraio 2021, terminata l'esperienza slovena dopo soli sei mesi, viene nuovamente ceduto in prestito, questa volta al Dugopolje, squadra militante nel campionato cadetto croato, dove segna due gol nelle prime due partite con la nuova maglia.

#### Il trasferimento al Varaždin e il ritorno all'Hajduk
Il 10 luglio 2021, dopo aver rinnovato il suo contratto con la squadra spalatina fino al 2023, si trasferisce in prestito annuale al Varaždin, anche esso militante nel campionato cadetto croato.
L'11 luglio dell'anno seguente, fa nuovamente il suo ritorno tra le file del neopromosso Varaždin, questa volta ceduto a titolo definitivo dal club spalatino.
Il 13 gennaio 2025 fa il suo ritorno all'Hajduk Spalato firmando un contratto valido fino all'estate 2028. Il 9 febbraio fa il suo secondo debutto con i Bili, partendo da titolare nel match di campionato vinto 1-0 proprio contro il Varaždin.

### Nazionale
Il 23 settembre 2022 fa il suo debutto con la Croazia U-21, scende in campo da titolare nella partita vinta 2-1 ai danni della Danimarca.

## Statistiche

### Cronologia presenze e reti in nazionale
| Cronologia completa delle presenze e delle reti in nazionale ― Croazia under 21 | Cronologia completa delle presenze e delle reti in nazionale ― Croazia under 21 | Cronologia completa delle presenze e delle reti in nazionale ― Croazia under 21 | Cronologia completa delle presenze e delle reti in nazionale ― Croazia under 21 | Cronologia completa delle presenze e delle reti in nazionale ― Croazia under 21 | Cronologia completa delle presenze e delle reti in nazionale ― Croazia under 21 | Cronologia completa delle presenze e delle reti in nazionale ― Croazia under 21 | Cronologia completa delle presenze e delle reti in nazionale ― Croazia under 21 |
| Data                                                                            | Città                                                                           | In casa                                                                         | Risultato                                                                       | Ospiti                                                                          | Competizione                                                                    | Reti                                                                            | Note                                                                            |
| ------------------------------------------------------------------------------- | ------------------------------------------------------------------------------- | ------------------------------------------------------------------------------- | ------------------------------------------------------------------------------- | ------------------------------------------------------------------------------- | ------------------------------------------------------------------------------- | ------------------------------------------------------------------------------- | ------------------------------------------------------------------------------- |
| 23-9-2022                                                                       | Pola                                                                            | Croazia under 21                                                                | 2 – 1                                                                           | Danimarca under 21                                                              | Qual. Europeo Under-21 2023                                                     | -                                                                               | 89’                                                                             |
| 27-9-2022                                                                       | Vejle                                                                           | Danimarca under 21                                                              | 2 – 1 (4-5 dtr)                                                                 | Croazia under 21                                                                | Qual. Europeo Under-21 2023                                                     | -                                                                               | 56’                                                                             |
| 17-11-2022                                                                      | Pola                                                                            | Croazia under 21                                                                | 3 – 1                                                                           | Polonia under 21                                                                | Amichevole                                                                      | -                                                                               | 60’                                                                             |
| 21-11-2022                                                                      | Pola                                                                            | Croazia under 21                                                                | 1 – 1                                                                           | Austria under 21                                                                | Amichevole                                                                      | -                                                                               | 62’                                                                             |
| 21-6-2023                                                                       | Bucarest                                                                        | Ucraina under 21                                                                | 2 – 0                                                                           | Croazia under 21                                                                | Europeo Under-21 2023 - 1º turno                                                | -                                                                               | 58’                                                                             |
| 24-6-2023                                                                       | Bucarest                                                                        | Spagna under 21                                                                 | 1 – 0                                                                           | Croazia under 21                                                                | Europeo Under-21 2023 - 1º turno                                                | -                                                                               | 34’ 46’                                                                         |
| 27-6-2023                                                                       | Bucarest                                                                        | Croazia under 21                                                                | 0 – 0                                                                           | Romania under 21                                                                | Europeo Under-21 2023 - 1º turno                                                | -                                                                               | 67’                                                                             |
| Totale                                                                          |                                                                                 | Presenze                                                                        | 7                                                                               |                                                                                 | Reti                                                                            | 0                                                                               |                                                                                 |

| Cronologia completa delle presenze e delle reti in nazionale ― Croazia under 20 | Cronologia completa delle presenze e delle reti in nazionale ― Croazia under 20 | Cronologia completa delle presenze e delle reti in nazionale ― Croazia under 20 | Cronologia completa delle presenze e delle reti in nazionale ― Croazia under 20 | Cronologia completa delle presenze e delle reti in nazionale ― Croazia under 20 | Cronologia completa delle presenze e delle reti in nazionale ― Croazia under 20 | Cronologia completa delle presenze e delle reti in nazionale ― Croazia under 20 | Cronologia completa delle presenze e delle reti in nazionale ― Croazia under 20 |
| Data                                                                            | Città                                                                           | In casa                                                                         | Risultato                                                                       | Ospiti                                                                          | Competizione                                                                    | Reti                                                                            | Note                                                                            |
| ------------------------------------------------------------------------------- | ------------------------------------------------------------------------------- | ------------------------------------------------------------------------------- | ------------------------------------------------------------------------------- | ------------------------------------------------------------------------------- | ------------------------------------------------------------------------------- | ------------------------------------------------------------------------------- | ------------------------------------------------------------------------------- |
| 25-4-2018                                                                       | Manzano                                                                         | Italia under 20                                                                 | 3 – 0                                                                           | Croazia under 20                                                                | Amichevole                                                                      | -                                                                               | 71’                                                                             |
| 6-9-2019                                                                        | Zagabria                                                                        | Croazia under 20                                                                | 1 – 1                                                                           | Francia under 20                                                                | Amichevole                                                                      | -                                                                               | 46’                                                                             |
| 4-6-2021                                                                        | Velika Gorica                                                                   | Croazia under 20                                                                | 1 – 0                                                                           | Qatar under 20                                                                  | Amichevole                                                                      | 1                                                                               | 62’ 65’                                                                         |
| 23-3-2022                                                                       | Dubai                                                                           | Giappone under 20                                                               | 1 – 0                                                                           | Croazia under 20                                                                | Amichevole                                                                      | -                                                                               | cap.                                                                            |
| 26-3-2022                                                                       | Dubai                                                                           | Vietnam under 20                                                                | 0 – 1                                                                           | Croazia under 20                                                                | Amichevole                                                                      | -                                                                               | cap.                                                                            |
| 29-3-2022                                                                       | Dubai                                                                           | Qatar under 20                                                                  | 2 – 2                                                                           | Croazia under 20                                                                | Amichevole                                                                      | -                                                                               | cap.                                                                            |
| Totale                                                                          |                                                                                 | Presenze                                                                        | 6                                                                               |                                                                                 | Reti                                                                            | 1                                                                               |                                                                                 |

| Cronologia completa delle presenze e delle reti in nazionale ― Croazia under 19 | Cronologia completa delle presenze e delle reti in nazionale ― Croazia under 19 | Cronologia completa delle presenze e delle reti in nazionale ― Croazia under 19 | Cronologia completa delle presenze e delle reti in nazionale ― Croazia under 19 | Cronologia completa delle presenze e delle reti in nazionale ― Croazia under 19 | Cronologia completa delle presenze e delle reti in nazionale ― Croazia under 19 | Cronologia completa delle presenze e delle reti in nazionale ― Croazia under 19 | Cronologia completa delle presenze e delle reti in nazionale ― Croazia under 19 |
| Data                                                                            | Città                                                                           | In casa                                                                         | Risultato                                                                       | Ospiti                                                                          | Competizione                                                                    | Reti                                                                            | Note                                                                            |
| ------------------------------------------------------------------------------- | ------------------------------------------------------------------------------- | ------------------------------------------------------------------------------- | ------------------------------------------------------------------------------- | ------------------------------------------------------------------------------- | ------------------------------------------------------------------------------- | ------------------------------------------------------------------------------- | ------------------------------------------------------------------------------- |
| 8-11-2017                                                                       | Rovigno                                                                         | Croazia under 19                                                                | 3 – 0                                                                           | San Marino under 19                                                             | Qual. Europeo Under-19 2018                                                     | -                                                                               | 71’                                                                             |
| 11-11-2017                                                                      | Rovigno                                                                         | Croazia under 19                                                                | 0 – 0                                                                           | Lettonia under 19                                                               | Qual. Europeo Under-19 2018                                                     | -                                                                               | 76’                                                                             |
| 14-11-2017                                                                      | Villa di Rovigno                                                                | Danimarca under 19                                                              | 5 – 2                                                                           | Croazia under 19                                                                | Qual. Europeo Under-19 2018                                                     | -                                                                               |                                                                                 |
| 9-10-2018                                                                       | Zagabria                                                                        | Croazia under 19                                                                | 2 – 1                                                                           | Turchia under 19                                                                | Amichevole                                                                      | -                                                                               |                                                                                 |
| 11-10-2018                                                                      | Ivanić-Grad                                                                     | Croazia under 19                                                                | 1 – 4                                                                           | Turchia under 19                                                                | Amichevole                                                                      | -                                                                               | 76’                                                                             |
| 14-11-2018                                                                      | Kroměříž                                                                        | Macedonia del Nord under 19                                                     | 1 – 1                                                                           | Croazia under 19                                                                | Qual. Europeo Under-19 2019                                                     | -                                                                               | 90+3’                                                                           |
| 17-11-2018                                                                      | Praga                                                                           | Croazia under 19                                                                | 2 – 1                                                                           | Lussemburgo under 19                                                            | Qual. Europeo Under-19 2019                                                     | -                                                                               |                                                                                 |
| 20-11-2018                                                                      | Praga                                                                           | Croazia under 19                                                                | 2 – 2                                                                           | Rep. Ceca under 19                                                              | Qual. Europeo Under-19 2019                                                     | 1                                                                               |                                                                                 |
| 12-2-2019                                                                       | Parenzo                                                                         | Croazia under 19                                                                | 0 – 0                                                                           | Serbia under 19                                                                 | Amichevole                                                                      | -                                                                               | cap.                                                                            |
| 14-2-2019                                                                       | Parenzo                                                                         | Croazia under 19                                                                | 1 – 0                                                                           | Serbia under 19                                                                 | Amichevole                                                                      | -                                                                               | cap. 56’                                                                        |
| 20-3-2019                                                                       | Signo                                                                           | Germania under 19                                                               | 2 – 1                                                                           | Croazia under 19                                                                | Qual. Europeo Under-19 2019                                                     | -                                                                               | 84’                                                                             |
| 23-3-2019                                                                       | Dugopoglie                                                                      | Ungheria under 19                                                               | 0 – 2                                                                           | Croazia under 19                                                                | Qual. Europeo Under-19 2019                                                     | -                                                                               | 87’                                                                             |
| Totale                                                                          |                                                                                 | Presenze                                                                        | 12                                                                              |                                                                                 | Reti                                                                            | 1                                                                               |                                                                                 |

## Palmarès

### Club

#### Competizioni nazionali
- Druga hrvatska nogometna liga: 1

Varaždin: 2021-2022